# غریفه
غریفه (به عربی: غریفة) یک منطقهٔ مسکونی در لبنان است که در شهرستان شوف واقع شده‌است.